# Said Karimulla Chalili
Said Karimulla Chalili, rusky Саид Каримулла Халили (* 2. září 1998 Sergijev Posad), je ruský reprezentant v biatlonu. Na Mistrovství světa v biatlonu 2021 a Zimních olympijských hrách 2022 byl součástí mužské štafety, která pod neutrálními vlajkami získala na obou akcích bronzovou medaili.
Ve své dosavadní kariéře nezvítězil ve světovém poháru v žádném individuálním ani kolektivním závodě. Nejlepšího individuálního výsledku v únoru 2022 když v Anterselvě ve vytrvalostním závodě dojel na třetím místě. Jednou triumfoval v kolektivním závodě jako člen ruské štafety.
Ve světovém poháru startuje od roku 2020.
Jeho otec pochází z Afghánistánu, přišel do Ruska za studiem v roce 1993 a pracuje jako inženýr.

## Výsledky
Biatlonu se věnuje od roku 2014. Ve své dosavadní kariéře se zúčastnil jednoho mistrovství světa, když debutoval ve slovinské Pokljuce v roce 2021 a získal bronzovou medaili z mužské štafety. Dvakrát se účastnil evropského šampionátu, kde získal celkem dvě stříbrné medaile. Čtyřikrát závodil na juniorských šampionátu, kde získal osm medailí, z toho tři zlaté ze štafet.

### Olympijské hry a mistrovství světa
| Sezóna  | Akce | Místo    | SP  | SZ | HZ  | IZ  | ŠT | SŠT | SZD | Věk    |
| ------- | ---- | -------- | --- | -- | --- | --- | -- | --- | --- | ------ |
| 2020/21 | MS   | Pokljuka | 64. | –  | 20. | 6.  | 3. | 3.  | –   | 22 let |
| 2021/22 | ZOH  | Peking   | –   | –  | –   | 34. | 3. | –   | ×   | 23 let |

Poznámka: Výsledky z mistrovství světa se započítávají do celkového hodnocení světového poháru, výsledky z olympijských her se dříve započítávaly, od olympijských her v Soči 2014 se nezapočítávají.

### Mistrovství Evropy
| Sezóna  | Akce | Místo   | SP | SZ  | SS | IZ | ŠT | SŠT | SZD | Věk    |
| ------- | ---- | ------- | -- | --- | -- | -- | -- | --- | --- | ------ |
| 2019/20 | MS   | Raubiči | 8. | 6.  | 7. | –  | –  | 2.  | –   | 21 let |
| 2020/21 | MS   | Dušníky | 2. | 16. | –  | 4. | –  | 7.  | –   | 22 let |

### Juniorská mistrovství světa
| Sezóna  | Akce | Místo          | SP  | SZ | IZ  | ŠT | Věk    |
| ------- | ---- | -------------- | --- | -- | --- | -- | ------ |
| 2016/17 | JMS  | Brezno-Osrblie | 13. | 4. | 2.  | 2. | 18 let |
| 2017/18 | JMS  | Otepää         | 27. | 6. | 3.  | 1. | 19 let |
| 2018/19 | JMS  | Brezno-Osrblie | 2.  | 4. | 34. | 1. | 20 let |
| 2019/20 | JMS  | Lenzerheide    | 5.  | 2. | 33. | 1. | 21 let |

## Vítězství v závodech Světového poháru

### Kolektivní
| Č. | sezóna    | datum          | místo               | disciplína |
| -- | --------- | -------------- | ------------------- | ---------- |
| 1. | 2021/2022 | 15. ledna 2022 | Ruhpolding, Německo | štafeta    |